# 화학진화
화학진화(化學進化, Chemical Evolution, Abiogenesis)는 생명의 기원에 관한 연구를 다룬 생화학의 한 분야이다. 이 과정은 다음과 같이 나뉘는데, 원시 대기에서의 유기물 합성을 연구하는 밀러 유리 실험, 레이저 핵산 합성과 세포막 형성에 대해 연구하는 코아세르베이트 등에 관한 연구, 현재의 전사와 번역을 포함하는 센트럴 도그마 형성 과정을 다루는 RNA 세계 등이 있다.
현대에는 심해 열수구에 의한 가설이 힘을 얻고 있으며, 2015년에는 레이저에 의한 핵산 합성으로 다양한 방식의 유기물 형성이 가능함을 보여주고 있다.
생물의 진화와는 크게 관련이 없으나, "변화"라는 어원적 의미 때문에 화학진화라는 이름을 사용한다. 또한 이름이 비슷한 자연 발생설과는 차이가 있는데, 자연발생설은 현재의 환경에서 생명이 생겨날 수 있다는 가설이었으며 생명의 기원을 연구하는 화학진화와는 별로 관련이 없다.

## 개요
화학진화는 최초의 생물은 어떻게 해서 나타나게 되었는가에 대한 설명이며 생명의 기원과 밀접한 관계가 있다. 그러나 지금까지의 연구 결과만으로는 최초의 생물 발생 기원은 확실히 알려지지 않고 있다. 오늘날의 과학적 합의는 단순한 화학반응들의 복합적 상호 작용에 의해 최초의 생물이 발생하였다는 것이지만, 어떻게 하여 그러한 발생이 일어나는지에 대해서는 확실히 알려진 바가 없다. 현재까지는 최초 공통 조상 또는 최초의 유전자 풀의 구조와 형태에 대한 단편적인 고찰만이 이루어져 있다. 현재 제시된 가설로는 RNA와 같은 분자 단위 물질의 자기복제나, 단순 세포의 결집 등이 있다.

## 역사
화학진화의 역사는 크게 4가지로 나뉜다. 무기물로부터 유기물의 합성, 세포 외와 내를 구분할 수 있는 세포막의 형성, 센트럴 도그마의 형성과정, 그리고 이 모두를 구성하는 생명의 기원에 관한 모델의 변천 과정으로 나뉜다. 여기서는 각각의 역사에 관해 따로 다루도록 한다.

### 유기물 생성
화학진화의 역사는 알렉산드르 오파린의 책 <생명의 기원>에서 설명하는 오파린 가설로부터 시작되었다. 이는 원시수프로부터의 생명의 탄생을 논의한 가설로서,이는 스탠리 밀러와 해럴드 클레이턴 유리에 의해 이루어진 밀러 유리 실험으로 아미노산을 합성함에 따라 무기물로부터 유기물이 생성될 수 있음을 보여주었다. 이는 폭스의 실험등으로 점차 힘을 얻었으며, 이와같은 실험들은 다양한 방법으로 재현되었으며, 다양한 아미노산이 형성됨을 보여주었다. 또한 2015년에는 레이저 핵산 합성 실험을 통해 핵산이 생성될 수 있음을 보여주었다.

### 세포막 형성
세포막의 형성은 코아세르베이트의 형성과정에 관한 가설로 시작하여, 리포좀가설과 마이크로스피어가설 등으로 체계화되었다. 이는 생물학 연구와 연결되어 세포내 공생설등, 진핵세포의 형성과 같은 연구와도 연계가 되었다.

### RNA 세계와 전사번역 시스템

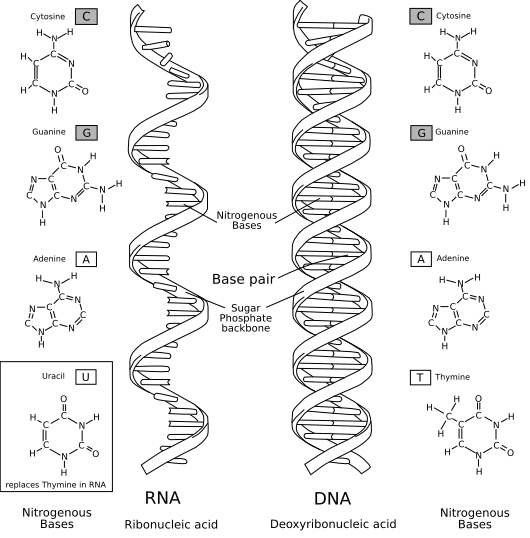
RNA(왼쪽)과 DNA(오른쪽)의 비교

분자생물학의 중심원리가 어떻게 형성되었는지에 관한 연구로서, 리보자임의 발견으로 RNA에게 촉매의 기능도 있음으로서 전사와 번역이 이루어질 수 있음을 보여주었다. RNA세계는 1986년 월터 길버트에 의해 처음 언급되었다. 초기 생명체가 출현하기 위해서는 유기물로부터 자기 스스로 복제해 증식할 수 있는 분자의 출연이 선행될 수 있다는 가정을 할 수 있으며, 이에 따라 현재 알려진 사실로 세포의 구성에 있어서 DNA와 단백질이 있다. 이 두 물질은 생식과정에 있어서 자가복제와 자가복제를 촉진하는 촉매역할을 한다. DNA가 자가복제를 한다면, 단백질이 그 과정을 촉진하는 촉매역할을 한다. RNA의 한 종류로 자기 자신의 합성을 촉매하는 효소 역할을 하는 리보자임의 발견으로 RNA가 새롭게 과학자들 사이에 대두되었다. 이점에서 유전 정보의 전달과 복제가 가능하고 효소 역할이 가능해 여러 반응을 촉진 시킬수 있는 RNA는 이를 지지해줄 수 있는 근거가 된다. RNA가 세계를 주도했다는 의미에서 ‘RNA 세계’라는 명칭이 붙었다. 이 가설에 따르면 RNA는 안정성이 떨어지기 때문에, 나중에 이중 나선을 형성하는 좀 더 안정한 물질인 DNA가 주형 자리를 대신하게 되었다.

### 생명의 기원에 관한 모델
생명의 기원에 관한 모델은, 1929년 영국의 J.B.S 홀데인이 발표한 원시수프 모델 이외에도 외계물질 유입, 심해 열수구등 다양한 모델을 통해 설명되고 있으며, 최근에는 심해 열수구 모델이 가장 많이 지지받고 있다.

## 오해
생물의 진화와 이름이 비슷하다는 이유 때문에 화학진화와 진화를 하나의 개념으로 보는 오류가 존재하지만 진화학은 생명의 역사를 연구하는 학문으로 화학진화에서 다루는 생명의 기원과는 크게 관계가 없다. 화학진화는 생화학의 한분야로 생명의 기원을 연구하는 학문이다.

## 같이 보기
- 분자생물학의 중심원리
- 인공 세포
- 자연 발생설
- 행성 거주가능성
- 생명의 기원